# 바르샤바의 기
바르샤바의 기는 폴란드의 수도인 바르샤바의 기다.

## 역사
1938년부터 바르샤바의 상징으로 사용되기 시작했지만 공식적인 지위는 없었다. 이 깃발은 1991년에 공식적으로 채택되었다.

## 디자인
2가지 색 직사각형으로 구성되어 있으며, 위는 노란색, 아래는 빨간색의 두 개의 동일한 크기의 수평 줄무늬로 나뉜다. 깃발의 비율은 정해져 있지 않지만, 일반적으로 2:3과 5:8의 비율이 사용된다.